# Andrés Ibáñez
Andrés Ibáñez é uma província da Bolívia localizada no departamento de Santa Cruz, sua capital é a cidade de Santa Cruz de la Sierra.